# アカデミー脚本賞
アカデミー脚本賞（アカデミーきゃくほんしょう、Academy Award for Writing Original Screenplay）は、アカデミー賞の中の一つで、その年アメリカで上映された映画のうち最も優れていると考えられた脚本にあたえられる。原作のないオリジナルかつ未発表の脚本に与えられる賞であり、小説・演劇・テレビ番組などの原作から起こされた脚本にはアカデミー脚色賞が与えられる。
1940年から始まっており、アカデミー原案賞（原作のない映画のもととなる、最初から最後までの筋書きを文章にした「ストーリー」に対して贈られるもの）から派生して設置された。原案賞は1956年を最後に廃止され、脚本賞に統合された。1957年以後は脚本のもととなるストーリー（原案）作成に参加した者にも脚本家と並んで脚本賞が贈られている。

## 受賞及び候補者一覧

### 1940年代
| 年                            | 作品名 | 脚本家 |
| ----------------------------- | --- | ------ |
| 1940年 （第13回）             | |        |
| 偉大なるマッギンティ          | プレストン・スタージェス |        |
| 紐育の天使                    | ベン・ヘクト |        |
| 偉人エーリッヒ博士            | ノーマン・バーンサイド（原案/脚本） ハインツ・ヘラルド（脚本） ジョン・ヒューストン（脚本）                                                              |        |
| 海外特派員                    | チャールズ・ベネット ジョーン・ハリソン |        |
| 独裁者                        | チャールズ・チャップリン |        |
| 1941年 （第14回）             | |        |
| 市民ケーン                    | ハーマン・J・マンキーウィッツ オーソン・ウェルズ |        |
| The Devil and Miss Jones      | ノーマン・クラスナー |        |
| ヨーク軍曹                    | エイベム・フィンケル ハリー・チャンドリー ジョン・ヒューストン ハワード・コッチ                                                                          |        |
| Tall, Dark and Handsome       | カール・タンバーグ ダーレル・ウェア |        |
| 愛の鐘はキッスで鳴った        | ポール・ジャリコ |        |
| 1942年 （第15回）             | |        |
| 女性No.1                      | リング・ラードナー・ジュニア マイケル・ケニン |        |
| わが一機未帰還                | マイケル・パウエル（脚本） エメリック・プレスバーガー（原案/脚本）                                                                                       |        |
| モロッコへの道                | フランク・バトラー ドン・ハートマン |        |
| Wake Island                   | W・R・バーネット フランク・バトラー |        |
| The War Against Mrs. Hadley   | ジョージ・オッペンハイマー |        |
| 1943年 （第16回）             | |        |
| カナリヤ姫                    | ノーマン・クラスナー |        |
| 空軍/エア・フォース           | ダドリー・ニコルズ |        |
| 軍旗の下に                    | ノエル・カワード |        |
| 北極星                        | リリアン・ヘルマン |        |
| So Proudly We Hail!           | アラン・スコット |        |
| 1944年 （第17回）             | |        |
| ウィルソン                    | ラマー・トロッティ |        |
| 凱旋の英雄万歳                | プレストン・スタージェス |        |
| The Miracle of Morgan's Creek | プレストン・スタージェス |        |
| 姉妹と水兵                    | リチャード・コネル グラディス・リーマン |        |
| Wing and a Prayer             | ジェローム・キャディ |        |
| 1945年 （第18回）             | |        |
| Marie-Louise                  | リチャード・シュヴァイザー |        |
| 犯罪王ディリンジャー          | フィリップ・ヨーダン |        |
| 百万人の音楽                  | マイルズ・コノリー |        |
| 傷だらけの勝利                | ミルトン・ホームズ |        |
| What Next, Corporal Hargrove? | ハリー・カーニッツ |        |
| 1946年 （第19回）             | |        |
| 第七のヴェール                | ミュリエル・ボックス シドニー・ボックス |        |
| 青い戦慄                      | レイモンド・チャンドラー |        |
| 天井桟敷の人々                | ジャック・プレヴェール |        |
| 汚名                          | ベン・ヘクト |        |
| アラスカ珍道中                | ノーマン・パナマ メルヴィン・フランク |        |
| 1947年 （第20回）             | |        |
| 独身者と女学生                | シドニィ・シェルダン |        |
| ボディ・アンド・ソウル        | エイブラハム・ポロンスキー |        |
| 二重生活                      | ルース・ゴードン ガーソン・ケニン |        |
| 殺人狂時代                    | チャールズ・チャップリン |        |
| 靴みがき                      | セルジオ・アミデイ アドルフォ・フランチ チェーザレ・ヴィオラ チェーザレ・ザヴァッティーニ                                                                |        |
| 1948年 （第21回）             | |        |
| — （受賞無し）                | — （受賞無し） |        |
| 1949年 （第22回）             | |        |
| 戦場                          | ロバート・ピロッシュ |        |
| ジョルスン再び歌う            | シドニー・バックマン |        |
| 戦火のかなた                  | V・ヘイズ（原案） フェデリコ・フェリーニ（原案/脚本） セルジオ・アミデイ（原案/脚本） マルチェロ・パリエーロ（原案） ロベルト・ロッセリーニ（原案/脚本） |        |
| Passport to Pimlico           | T・E・B・クラーク |        |
| The Quiet One                 | ヘレン・レヴィット ジャニス・ローブ シドニー・マイヤーズ                                                                                                 |        |

### 1950年代
| 年                         | 作品名 | 脚本家 |
| -------------------------- | --- | ------ |
| 1950年 （第23回）          | |        |
| サンセット大通り           | チャールズ・ブラケット D・M・マーシュマン・Jr ビリー・ワイルダー                                                |        |
| アダム氏とマダム           | ルース・ゴードン、ガーソン・ケニン                                                                              |        |
| 女囚の掟                   | ヴァージニア・ケロッグ（原案/脚本） バーナード・ショーンフェルド（原案）                                        |        |
| 男たち                     | カール・フォアマン                                                                                              |        |
| 復讐鬼                     | ジョーゼフ・L・マンキーウィッツ レッサー・サミュエルズ                                                          |        |
| 1951年 （第24回）          | |        |
| 巴里のアメリカ人           | アラン・ジェイ・ラーナー                                                                                        |        |
| 地獄の英雄                 | ビリー・ワイルダー レッサー・サミュエルズ ウォルター・ニューマン                                                |        |
| 愛欲の十字路               | フィリップ・ダン                                                                                                |        |
| 二世部隊                   | ロバート・ピロッシュ                                                                                            |        |
| 井戸                       | ラッセル・ラウズ クラレンス・グリーン                                                                           |        |
| 1952年 （第25回）          | |        |
| ラベンダー・ヒル・モブ     | T・E・B・クラーク                                                                                               |        |
| The Atomic City            | シドニー・ボーム                                                                                                |        |
| 超音ジェット機             | テレンス・ラティガン                                                                                            |        |
| パットとマイク             | ルース・ゴードン ガーソン・ケニン                                                                               |        |
| 革命児サパタ               | ジョン・スタインベック                                                                                          |        |
| 1953年 （第26回）          | |        |
| タイタニックの最期         | チャールズ・ブラケット ウォルター・ライシュ リチャード・ブリーン                                                |        |
| バンド・ワゴン             | ベティ・コムデン アドルフ・グリーン                                                                             |        |
| 砂漠の鼠                   | リチャード・マーフィ                                                                                            |        |
| 裸の拍車                   | サム・ロルフ ハロルド・ジャック・ブルーム                                                                       |        |
| あの高地を取れ             | ミラード・カウフマン                                                                                            |        |
| 1954年 （第27回）          | |        |
| 波止場                     | バッド・シュールバーグ                                                                                          |        |
| 裸足の伯爵夫人             | ジョーゼフ・L・マンキーウィッツ                                                                                 |        |
| おかしなおかしな自動車競争 | ウィリアム・ローズ                                                                                              |        |
| グレン・ミラー物語         | ヴァレンタイン・デイヴィス オスカー・ブロドニー                                                                 |        |
| あの手この手               | ノーマン・パナマ メルヴィン・フランク                                                                           |        |
| 1955年 （第28回）          | |        |
| わが愛は終りなし           | ソニア・レヴィン ウィリアム・ルドウィグ                                                                         |        |
| 軍法会議                   | ミルトン・スパーリング エメット・レイヴリー                                                                     |        |
| いつも上天気               | ベティ・コムデン アドルフ・グリーン                                                                             |        |
| ぼくの伯父さんの休暇       | ジャック・タチ アンリ・マルケ                                                                                   |        |
| エディ・フォイ物語         | メルヴィル・シェイヴルソン ジャック・ローズ                                                                     |        |
| 1956年 （第29回）          | |        |
| 赤い風船                   | アルベール・ラモリス                                                                                            |        |
| 戦塵                       | ロバート・リューイン                                                                                            |        |
| 影なき恐怖                 | アンドリュー・L・ストーン                                                                                       |        |
| 道                         | フェデリコ・フェリーニ トゥリオ・ピネリ                                                                         |        |
| マダムと泥棒               | ウィリアム・ローズ                                                                                              |        |
| 1957年 （第30回）          | |        |
| バラの肌着                 | ジョージ・ウェルズ                                                                                              |        |
| パリの恋人                 | レナード・ガーシュ                                                                                              |        |
| 千の顔を持つ男             | ラルフ・ウィールライト（原案） R・ライト・キャンベル（脚本） アイヴァン・ゴッフ（脚本） ベン・ロバーツ（脚本）  |        |
| 胸に輝く星                 | バーニー・スレイター（原案） ジョエル・ケイン（原案） ダドリー・ニコルズ（脚本）                                |        |
| 青春群像                   | フェデリコ・フェリーニ（原案/脚本） エンニオ・フライアーノ（原案/脚本） トゥリオ・ピネリ（原案）                |        |
| 1958年 （第31回）          | |        |
| 手錠のまゝの脱獄           | ネイサン・E・ダグラス ハロルド・ジェイコブ・スミス                                                              |        |
| The Goddess                | パディ・チャイエフスキー                                                                                        |        |
| 月夜の出来事               | メルヴィル・シェイヴルソン ジャク・ローズ                                                                       |        |
| 縄張り                     | ジェームズ・エドワード・グラント（原案/脚本） ウィリアム・バワーズ（脚本）                                      |        |
| 先生のお気に入り           | フェイ・ケニン マイケル・ケニン                                                                                 |        |
| 1959年 （第32回）          | |        |
| 夜を楽しく                 | クラレンス・グリーン（原案） モーリス・リッチリン（脚本） ラッセル・ラウズ（原案） スタンリー・シャピロ（脚本） |        |
| 大人は判ってくれない       | フランソワ・トリュフォー（原案/脚本） マルセル・ムーシー（脚本）                                                |        |
| 北北西に進路を取れ         | アーネスト・レーマン                                                                                            |        |
| ペティコート作戦           | ポール・キング（原案） ジョセフ・ストーン（原案） スタンリー・シャピロ（脚本） モーリス・リッチリン（脚本）     |        |
| 野いちご                   | イングマール・ベルイマン                                                                                        |        |

### 1960年代
| 年                                    | 作品名 | 脚本家 |
| ------------------------------------- | --- | ------ |
| 1960年 （第33回）                     | |        |
| アパートの鍵貸します                  | I・A・L・ダイアモンド ビリー・ワイルダー |        |
| The Angry Silence                     | ブライアン・フォーブス（脚本） リチャード・グレグソン（原案） マイケル・クレイグ（原案）                                                                                |        |
| よろめき珍道中                        | ノーマン・パナマ メルヴィン・フランク |        |
| 二十四時間の情事                      | マルグリット・デュラス |        |
| 日曜はダメよ                          | ジュールズ・ダッシン |        |
| 1961年 （第34回）                     | |        |
| 草原の輝き                            | ウィリアム・インジ |        |
| 誓いの休暇                            | ワレンチン・エジョフ グリゴーリ・チュフライ |        |
| 甘い生活                              | フェデリコ・フェリーニ（原案/脚本） トゥリオ・ピネリ（原案/脚本） エンニオ・フライアーノ（原案/脚本） ブルネッロ・ロンディ（脚本）                                      |        |
| ロベレ将軍                            | セルジオ・アミデイ（脚本） ディエゴ・ファッブリ（脚本） インドロ・モンタネッリ（原案/脚本）                                                                             |        |
| 恋人よ帰れ                            | スタンリー・シャピロ ポール・ヘニング |        |
| 1962年 （第35回）                     | |        |
| イタリア式離婚狂想曲                  | エンニオ・デ・コンチーニ ピエトロ・ジェルミ アルフレード・ジャンネッティ                                                                                                |        |
| フロイド/隠された欲望                 | チャールズ・カウフマン（原案/脚本） ウォルフガング・ラインハルト（脚本）                                                                                                |        |
| 去年マリエンバートで                  | アラン・ロブ＝グリエ |        |
| ミンクの手ざわり                      | スタンリー・シャピロ ネイト・モナスター |        |
| 鏡の中にある如く                      | イングマール・ベルイマン |        |
| 1963年 （第36回）                     | |        |
| 西部開拓史                            | ジェームズ・R・ウェッブ |        |
| 8 1/2                                 | フェデリコ・フェリーニ（原案/脚本） エンニオ・フライアーノ（原案/脚本） トゥリオ・ピネリ（脚本） ブルネッロ・ロンディ（脚本）                                           |        |
| アメリカ アメリカ                     | エリア・カザン |        |
| 祖国は誰れのものぞ                    | パスクァーレ・フェスタ・カンパニーレ（原案/脚本） マッシモ・フランチオーザ（原案/脚本） ナンニ・ロイ（原案/脚本） ヴァスコ・プラトリーニ（原案） カルロ・ベナリ（脚本） |        |
| マンハッタン物語                      | アーノルド・シュルマン |        |
| 1964年 （第37回）                     | |        |
| がちょうのおやじ                      | S・H・バーネット（原案） フランク・ターロフ（脚本） ピーター・ストーン（脚本）                                                                                          |        |
| ビートルズがやって来るヤァ!ヤァ!ヤァ! | アラン・オーウェン |        |
| わかれ道                              | ラファエル・ヘイズ（脚本） オーヴィル・H・ハンプトン（原案） |        |
| 明日に生きる                          | アジェ スカルペリ マリオ・モニチェリ |        |
| リオの男                              | ジャン＝ポール・ラプノー マリアンヌ・ムヌーシュキン ダニエル・ブーランジェ フィリップ・ド・ブロカ                                                                       |        |
| 1965年 （第38回）                     | |        |
| ダーリング                            | フレデリック・ラファエル |        |
| ゴールデン・ハンター                  | アジェ スカルペッリ マリオ・モニチェリ トニーノ・グエッラ ジョルジオ・サルヴィオーニ スーゾ・チェッキ・ダミーコ                                                         |        |
| 素晴らしきヒコーキ野郎                | ジャック・デイヴィス ケン・アナキン |        |
| 大列車作戦                            | フランクリン・コーエン フランク・デイヴィス |        |
| シェルブールの雨傘                    | ジャック・ドゥミ |        |
| 1966年 （第39回）                     | |        |
| 男と女                                | クロード・ルルーシュ（原案/脚本） ピエール・ユイッテルヘーベン（脚本）                                                                                                  |        |
| 欲望                                  | ミケランジェロ・アントニオーニ（原案/脚本） トニーノ・グエッラ（脚本） エドワード・ボンド（脚本）                                                                       |        |
| 恋人よ帰れ!わが胸に                   | ビリー・ワイルダー I・A・L・ダイアモンド |        |
| カーツーム                            | ロバート・アードリー |        |
| 裸のジャングル                        | クイント・ジョンストン ドン・ピータース |        |
| 1967年 （第40回）                     | |        |
| 招かれざる客                          | ウィリアム・ローズ |        |
| 俺たちに明日はない                    | デイヴィッド・ニューマン ロバート・ベントン |        |
| Divorce American Style                | ロバート・カウフマン（原案） ノーマン・ベアー（脚本） |        |
| 戦争は終った                          | ホルヘ・センプルン |        |
| いつも2人で                           | フレデリック・ラファエル |        |
| 1968年 （第41回）                     | |        |
| プロデューサーズ                      | メル・ブルックス |        |
| 2001年宇宙の旅                        | スタンリー・キューブリック アーサー・C・クラーク |        |
| アルジェの戦い                        | フランコ・ソリナス ジッロ・ポンテコルヴォ |        |
| フェイシズ                            | ジョン・カサヴェテス |        |
| Hot Millions                          | アイラ・ワラック ピーター・ユスティノフ |        |
| 1969年 （第42回）                     | |        |
| 明日に向って撃て!                     | ウィリアム・ゴールドマン |        |
| ボブ&キャロル&テッド&アリス           | ポール・マザースキー ラリー・タッカー |        |
| 地獄に堕ちた勇者ども                  | ニコラ・バダルッコ（原案/脚本） エンリコ・メディオーリ（脚本） ルキノ・ヴィスコンティ（脚本）                                                                           |        |
| イージー・ライダー                    | ピーター・フォンダ デニス・ホッパー テリー・サザーン |        |
| ワイルドバンチ                        | ウォロン・グリーン（原案/脚本） ロイ・N・シックナー（原案/） サム・ペキンパー（脚本）                                                                                   |        |

### 1970年代
| 年                              | 作品名 | 脚本家 |
| ------------------------------- | --- | ------ |
| 1970年 （第43回）               | |        |
| パットン大戦車軍団              | フランシス・フォード・コッポラ エドマンド・H・ノース |        |
| ファイブ・イージー・ピーセス    | エイドリアン・ジョイス（原案/脚本） ボブ・ラフェルソン（原案）                                                                                                 |        |
| ジョー                          | ノーマン・ウェクスラー |        |
| ある愛の詩                      | エリック・シーガル |        |
| モード家の一夜                  | エリック・ロメール |        |
| 1971年 （第44回）               | |        |
| ホスピタル                      | パディ・チャイエフスキー |        |
| 殺人捜査                        | エリオ・ペトリ ウーゴ・ピロ |        |
| コールガール                    | アンディ・ルイス デヴィッド・ルイス |        |
| おもいでの夏                    | ハーマン・ローチャー |        |
| 日曜日は別れの時                | ペネロープ・ギリアット |        |
| 1972年 （第45回）               | |        |
| 候補者ビル・マッケイ            | ジェレミー・ラーナー |        |
| ブルジョワジーの秘かな愉しみ    | ルイス・ブニュエル ジャン＝クロード・カリエール |        |
| ビリー・ホリデイ物語/奇妙な果実 | テレンス・マックロイ クリス・クラーク スザンヌ・ド・パッシー                                                                                                   |        |
| 好奇心                          | ルイ・マル |        |
| 戦争と冒険                      | カール・フォアマン |        |
| 1973年 （第46回）               | |        |
| スティング                      | デヴィッド・S・ウォード |        |
| アメリカン・グラフィティ        | ジョージ・ルーカス グロリア・カッツ ウィラード・ハイク |        |
| 叫びとささやき                  | イングマール・ベルイマン |        |
| セイヴ・ザ・タイガー            | スティーヴ・シェイガン |        |
| ウィークエンド・ラブ            | メルヴィン・フランク（原案/脚本） ジャック・ローズ（脚本） |        |
| 1974年 （第47回）               | |        |
| チャイナタウン                  | ロバート・タウン |        |
| アリスの恋                      | ロバート・ゲッチェル |        |
| カンバセーション…盗聴…          | フランシス・フォード・コッポラ |        |
| アメリカの夜                    | フランソワ・トリュフォー ジャン＝ルイ・リシャール シュザンヌ・シフマン                                                                                         |        |
| ハリーとトント                  | ポール・マザースキー ジョシュ・グリーンフェルド |        |
| 1975年 （第48回）               | |        |
| 狼たちの午後                    | フランク・ピアソン |        |
| フェリーニのアマルコルド        | フェデリコ・フェリーニ（脚本） トニーノ・グエッラ（原案/脚本）                                                                                                 |        |
| マイ・ラブ                      | クロード・ルルーシュ ピエール・ユイッテルヘーベン |        |
| Lies My Father Told Me          | テッド・アラン |        |
| シャンプー                      | ロバート・タウン ウォーレン・ベイティ |        |
| 1976年 （第49回）               | |        |
| ネットワーク                    | パディ・チャイエフスキー |        |
| さよならの微笑                  | ジャン＝シャルル・タケラ（原案/脚本） ダニエル・トンプソン（脚色）                                                                                             |        |
| ウディ・アレンのザ・フロント    | ウォルター・バーンスタイン |        |
| ロッキー                        | シルヴェスター・スタローン |        |
| セブン・ビューティーズ          | リナ・ウェルトミューラー |        |
| 1977年 （第50回）               | |        |
| アニー・ホール                  | ウディ・アレン マーシャル・ブリックマン |        |
| グッバイガール                  | ニール・サイモン |        |
| レイト・ショー                  | ロバート・ベントン |        |
| スター・ウォーズ                | ジョージ・ルーカス |        |
| 愛と喝采の日々                  | アーサー・ローレンツ |        |
| 1978年 （第51回）               | |        |
| 帰郷                            | ロバート・C・ジョーンズ（脚本） ウォルド・ソルト（脚本） ナンシー・ダウド（原案）                                                                              |        |
| 秋のソナタ                      | イングマール・ベルイマン |        |
| ディア・ハンター                | デリック・ウォッシュバーン（原案/脚本） マイケル・チミノ（原案） デリック・ウォッシュバーン（原案） ルイス・ガーフィンクル（原案） クイン・K・レデカー（原案） |        |
| インテリア                      | ウディ・アレン |        |
| 結婚しない女                    | ポール・マザースキー |        |
| 1979年 （第52回）               | |        |
| ヤング・ゼネレーション          | スティーヴ・テシック |        |
| オール・ザット・ジャズ          | ロバート・アラン・アーサー（死後候補） ボブ・フォッシー |        |
| ジャスティス                    | ヴァレリー・カーティン バリー・レヴィンソン |        |
| チャイナ・シンドローム          | マイク・グレイ T・S・クック ジェームズ・ブリッジス |        |
| マンハッタン                    | ウディ・アレン マーシャル・ブリックマン |        |

### 1980年代
| 年                                 | 作品名 | 脚本家 |
| ---------------------------------- | --- | ------ |
| 1980年 （第53回）                  | |        |
| メルビンとハワード                 | ボー・ゴールドマン |        |
| ブルベイカー                       | W・D・リクター（原案/脚本） アーサー・A・ロス（原案）                                                                       |        |
| フェーム                           | クリストファー・ゴア |        |
| アメリカの伯父さん                 | ジャン・グリュオ |        |
| プライベート・ベンジャミン         | ナンシー・マイヤーズ チャールズ・シャイア ハーヴェイ・ミラー                                                                |        |
| 1981年 （第54回）                  | |        |
| 炎のランナー                       | コリン・ウェランド |        |
| スクープ 悪意の不在                | カート・リュードック |        |
| ミスター・アーサー                 | スティーヴ・ゴードン |        |
| アトランティック・シティ           | ジョン・グアーレ |        |
| レッズ                             | ウォーレン・ベイティ トレヴァー・グリフィス                                                                                 |        |
| 1982年 （第55回）                  | |        |
| ガンジー                           | ジョン・ブライリー |        |
| ダイナー                           | バリー・レヴィンソン |        |
| E.T.                               | メリッサ・マシスン |        |
| 愛と青春の旅だち                   | ダグラス・デイ・スチュワート                                                                                                |        |
| トッツィー                         | ラリー・ゲルバート（原案/脚本） マレー・シスガル（脚本） ドン・マクガイア（原案）                                           |        |
| 1983年 （第56回）                  | |        |
| テンダー・マーシー                 | ホートン・フート |        |
| 再会の時                           | ローレンス・カスダン バーバラ・ベネディック                                                                                 |        |
| ファニーとアレクサンデル           | イングマール・ベルイマン |        |
| シルクウッド                       | ノーラ・エフロン アリス・アーレン                                                                                           |        |
| ウォー・ゲーム                     | ローレンス・ラスカー ウォルター・F・パークス                                                                                |        |
| 1984年 （第57回）                  | |        |
| プレイス・イン・ザ・ハート         | ロバート・ベントン |        |
| ビバリーヒルズ・コップ             | ダニエル・ペトリ・Jr（原案/脚本） ダニロ・バック（原案）                                                                    |        |
| ブロードウェイのダニー・ローズ     | ウディ・アレン |        |
| エル・ノルテ/約束の地              | グレゴリー・ナヴァ（原案） アンナ・トーマス（脚本）                                                                         |        |
| スプラッシュ                       | ローウェル・ガンツ（脚本） ババルー・マンデル（脚本） ブルース・J・フリードマン（原案/脚本） ブライアン・グレイザー（原案） |        |
| 1985年 （第58回）                  | |        |
| 刑事ジョン・ブック 目撃者          | ウィリアム・ケリー（原案/脚本） アール・ウォレス（原案/脚本） パメラ・ウォレス（原案）                                      |        |
| バック・トゥ・ザ・フューチャー     | ロバート・ゼメキス ボブ・ゲイル                                                                                             |        |
| 未来世紀ブラジル                   | テリー・ギリアム トム・ストッパード チャールズ・マッケオン                                                                  |        |
| オフィシャル・ストーリー           | ルイス・プエンソ アイーダ・ボルトニク                                                                                       |        |
| カイロの紫のバラ                   | ウディ・アレン |        |
| 1986年 （第59回）                  | |        |
| ハンナとその姉妹                   | ウディ・アレン |        |
| クロコダイル・ダンディー           | ポール・ホーガン（原案/脚本） ケン・シャディー（脚本） ジョン・コーネル（脚本）                                             |        |
| マイ・ビューティフル・ランドレット | ハニフ・クレイシ |        |
| プラトーン                         | オリバー・ストーン |        |
| サルバドル/遥かなる日々            | オリバー・ストーン リチャード・ボイル                                                                                       |        |
| 1987年 （第60回）                  | |        |
| 月の輝く夜に                       | ジョン・パトリック・シャンリィ                                                                                              |        |
| さよなら子供たち                   | ルイ・マル |        |
| ブロードキャスト・ニュース         | ジェームズ・L・ブルックス                                                                                                   |        |
| 戦場の小さな天使たち               | ジョン・ブアマン |        |
| ラジオ・デイズ                     | ウディ・アレン |        |
| 1988年 （第61回）                  | |        |
| レインマン                         | ロナルド・バス（脚本） バリー・モロー（原案/脚本）                                                                          |        |
| ビッグ                             | ゲイリー・ロス アン・スピルバーグ                                                                                           |        |
| さよならゲーム                     | ロン・シェルトン |        |
| ワンダとダイヤと優しい奴ら         | ジョン・クリーズ（原案/脚本） チャールズ・クライトン（原案）                                                                |        |
| 旅立ちの時                         | ナオミ・フォナー |        |
| 1989年 （第62回）                  | |        |
| いまを生きる                       | トム・シュルマン |        |
| ウディ・アレンの重罪と軽罪         | ウディ・アレン |        |
| ドゥ・ザ・ライト・シング           | スパイク・リー |        |
| セックスと嘘とビデオテープ         | スティーヴン・ソダーバーグ                                                                                                  |        |
| 恋人たちの予感                     | ノーラ・エフロン |        |

### 1990年代
| 年                                  | 作品名 | 脚本家 |
| ----------------------------------- | --- | ------ |
| 1990年 （第63回）                   | |        |
| ゴースト/ニューヨークの幻           | ブルース・ジョエル・ルービン |        |
| アリス                              | ウディ・アレン |        |
| わが心のボルチモア                  | バリー・レヴィンソン |        |
| グリーン・カード                    | ピーター・ウィアー |        |
| メトロポリタン                      | ホイット・スティルマン |        |
| 1991年 （第64回）                   | |        |
| テルマ&ルイーズ                     | カーリー・クーリ |        |
| ボーイズ'ン・ザ・フッド             | ジョン・シングルトン |        |
| バグジー                            | ジェームズ・トバック |        |
| フィッシャー・キング                | リチャード・ラグラヴェネーズ |        |
| わが街                              | ローレンス・カスダン メグ・カスダン |        |
| 1992年 （第65回）                   | |        |
| クライング・ゲーム                  | ニール・ジョーダン |        |
| 夫たち、妻たち                      | ウディ・アレン |        |
| ロレンツォのオイル/命の詩           | ニック・エンライト ジョージ・ミラー |        |
| パッション・フィッシュ              | ジョン・セイルズ |        |
| 許されざる者                        | デヴィッド・ウェッブ・ピープルズ |        |
| 1993年 （第66回）                   | |        |
| ピアノ・レッスン                    | ジェーン・カンピオン |        |
| デーヴ                              | ゲイリー・ロス |        |
| ザ・シークレット・サービス          | ジェフ・マグワイア |        |
| フィラデルフィア                    | ロン・ナイスワーナー |        |
| めぐり逢えたら                      | ジェフ・アーチ（原案/脚本） ノーラ・エフロン（脚本） デヴィッド・S・ウォード（脚本） |        |
| 1994年 （第67回）                   | |        |
| パルプ・フィクション                | クエンティン・タランティーノ（原案/脚本） ロジャー・エイヴァリー（原案） |        |
| ブロードウェイと銃弾                | ウディ・アレン ダグラス・マクグラス |        |
| フォー・ウェディング                | リチャード・カーティス |        |
| 乙女の祈り                          | ピーター・ジャクソン フラン・ウォルシュ |        |
| トリコロール/赤の愛                 | クシシュトフ・キェシロフスキ クシシュトフ・ピエシェヴィッチ |        |
| 1995年 （第68回）                   | |        |
| ユージュアル・サスペクツ            | クリストファー・マッカリー |        |
| ブレイブハート                      | ランダル・ウォレス |        |
| 誘惑のアフロディーテ                | ウディ・アレン |        |
| ニクソン                            | スティーヴン・J・リヴェル クリストファー・ウィルキンソン オリバー・ストーン |        |
| トイ・ストーリー                    | ジョス・ウィードン（脚本） アンドリュー・スタントン（原案/脚本） ジョエル・コーエン（脚本） アレック・ソコロウ（脚本） ジョン・ラセター（原案） ピート・ドクター（原案） ジョー・ランフト（原案） |        |
| 1996年 （第69回）                   | |        |
| ファーゴ                            | ジョエル・コーエン イーサン・コーエン |        |
| ザ・エージェント                    | キャメロン・クロウ |        |
| 真実の囁き                          | ジョン・セイルズ |        |
| 秘密と嘘                            | マイク・リー |        |
| シャイン                            | ジャン・サーディ（脚本） スコット・ヒックス（原案） |        |
| 1997年 （第70回）                   | |        |
| グッド・ウィル・ハンティング/旅立ち | ベン・アフレック マット・デイモン |        |
| 恋愛小説家                          | マーク・アンドラス（原案/脚本） ジェームズ・L・ブルックス（脚本） |        |
| ブギーナイツ                        | ポール・トーマス・アンダーソン |        |
| 地球は女で回ってる                  | ウディ・アレン |        |
| フル・モンティ                      | サイモン・ボーファイ |        |
| 1998年 （第71回）                   | |        |
| 恋におちたシェイクスピア            | マーク・ノーマン トム・ストッパード |        |
| ブルワース                          | ウォーレン・ベイティ（原案/脚本） ジェレミー・ピクサー（脚本） |        |
| ライフ・イズ・ビューティフル        | ロベルト・ベニーニ ヴィンセンツォ・セラミ |        |
| プライベート・ライアン              | ロバート・ロダット |        |
| トゥルーマン・ショー                | アンドリュー・ニコル |        |
| 1999年 （第72回）                   | |        |
| アメリカン・ビューティー            | アラン・ボール |        |
| マルコヴィッチの穴                  | チャーリー・カウフマン |        |
| マグノリア                          | ポール・トーマス・アンダーソン |        |
| シックス・センス                    | M・ナイト・シャマラン |        |
| トプシー・ターヴィー                | マイク・リー |        |

### 2000年代
| 年                                   | 作品名                                                                                          | 脚本家 |
| ------------------------------------ | ----------------------------------------------------------------------------------------------- | ------ |
| 2000年 （第73回）                    |                                                                                                 |        |
| あの頃ペニー・レインと               | キャメロン・クロウ                                                                              |        |
| リトル・ダンサー                     | リー・ホール                                                                                    |        |
| エリン・ブロコビッチ                 | スザンナ・グラント                                                                              |        |
| グラディエーター                     | デヴィッド・フランゾーニ（原案/脚本） ジョン・ローガン（脚本） ウィリアム・ニコルソン（脚本）   |        |
| ユー・キャン・カウント・オン・ミー   | ケネス・ロナーガン                                                                              |        |
| 2001年 （第74回）                    |                                                                                                 |        |
| ゴスフォード・パーク                 | ジュリアン・フェロウズ                                                                          |        |
| アメリ                               | ジャン＝ピエール・ジュネ（原案） ギョーム・ローラン（原案/脚本）                                |        |
| メメント                             | クリストファー・ノーラン（脚本） ジョナサン・ノーラン（原案）                                   |        |
| チョコレート                         | ミロ・アディカ ウィル・ロコス                                                                   |        |
| ザ・ロイヤル・テネンバウムズ         | ウェス・アンダーソン オーウェン・ウィルソン                                                     |        |
| 2002年 （第75回）                    |                                                                                                 |        |
| トーク・トゥ・ハー                   | ペドロ・アルモドバル                                                                            |        |
| エデンより彼方に                     | トッド・ヘインズ                                                                                |        |
| ギャング・オブ・ニューヨーク         | ジェイ・コックス（原案/脚本） ケネス・ロナーガン（脚本） スティーヴン・ザイリアン（脚本）       |        |
| マイ・ビッグ・ファット・ウェディング | ニア・ヴァルダロス                                                                              |        |
| 天国の口、終りの楽園。               | アルフォンソ・キュアロン カルロス・キュアロン                                                   |        |
| 2003年 （第76回）                    |                                                                                                 |        |
| ロスト・イン・トランスレーション     | ソフィア・コッポラ                                                                              |        |
| みなさん、さようなら                 | ドゥニ・アルカン                                                                                |        |
| 堕天使のパスポート                   | スティーヴン・ナイト                                                                            |        |
| ファインディング・ニモ               | アンドリュー・スタントン（原案/脚本） ボブ・ピーターソン（脚本） デヴィッド・レイノルズ（脚本） |        |
| イン・アメリカ/三つの小さな願いごと  | ジム・シェリダン カーステン・シェリダン ナオミ・シェリダン                                      |        |
| 2004年 （第77回）                    |                                                                                                 |        |
| エターナル・サンシャイン             | ピエール・ビスマス（原案） ミシェル・ゴンドリー（原案） チャーリー・カウフマン（原案/脚本）     |        |
| アビエイター                         | ジョン・ローガン                                                                                |        |
| ホテル・ルワンダ                     | テリー・ジョージ ケア・ピアソン                                                                 |        |
| Mr.インクレディブル                  | ブラッド・バード                                                                                |        |
| ヴェラ・ドレイク                     | マイク・リー                                                                                    |        |
| 2005年 （第78回）                    |                                                                                                 |        |
| クラッシュ                           | ポール・ハギス（原案/脚本） ボビー・モレスコ（脚本）                                            |        |
| グッドナイト&グッドラック            | ジョージ・クルーニー グラント・ヘスロヴ                                                         |        |
| マッチポイント                       | ウディ・アレン                                                                                  |        |
| イカとクジラ                         | ノア・バームバック                                                                              |        |
| シリアナ                             | スティーヴン・ギャガン                                                                          |        |
| 2006年 （第79回）                    |                                                                                                 |        |
| リトル・ミス・サンシャイン           | マイケル・アーント                                                                              |        |
| バベル                               | ギジェルモ・アリアガ                                                                            |        |
| 硫黄島からの手紙                     | ポール・ハギス（原案） アイリス・ヤマシタ（原案/脚本）                                          |        |
| パンズ・ラビリンス                   | ギレルモ・デル・トロ                                                                            |        |
| クィーン                             | ピーター・モーガン                                                                              |        |
| 2007年 （第80回）                    |                                                                                                 |        |
| JUNO/ジュノ                          | ディアブロ・コーディ                                                                            |        |
| ラースと、その彼女                   | ナンシー・オリバー                                                                              |        |
| フィクサー                           | トニー・ギルロイ                                                                                |        |
| レミーのおいしいレストラン           | ブラッド・バード（原案/脚本） ヤン・ピンカヴァ（原案） ジム・カポビアンコ（原案）               |        |
| マイ・ライフ、マイ・ファミリー       | タマラ・ジェンキンス                                                                            |        |
| 2008年 （第81回）                    |                                                                                                 |        |
| ミルク                               | ダスティン・ランス・ブラック                                                                    |        |
| フローズン・リバー                   | コートニー・ハント                                                                              |        |
| ハッピー・ゴー・ラッキー             | マイク・リー                                                                                    |        |
| ヒットマンズ・レクイエム             | マーティン・マクドナー                                                                          |        |
| ウォーリー                           | アンドリュー・スタントン（原案/脚本） ジム・リアドン（脚本） ピート・ドクター（原案）           |        |
| 2009年 （第82回）                    |                                                                                                 |        |
| ハート・ロッカー                     | マーク・ボール                                                                                  |        |
| イングロリアス・バスターズ           | クエンティン・タランティーノ                                                                    |        |
| メッセンジャー                       | アレサンドロ・キャモン オーレン・ムーヴァーマン                                                 |        |
| シリアスマン                         | ジョエル・コーエン イーサン・コーエン                                                           |        |
| カールじいさんの空飛ぶ家             | ボブ・ピーターソン（原案/脚本） ピート・ドクター（原案/脚本） トム・マッカーシー（原案）        |        |

### 2010年代
| 年                                                | 作品名 | 脚本家 |
| ------------------------------------------------- | --- | ------ |
| 2010年 （第83回）                                 | |        |
| 英国王のスピーチ                                  | デヴィッド・サイドラー |        |
| 家族の庭                                          | マイク・リー |        |
| ザ・ファイター                                    | スコット・シルヴァー（脚本） ポール・タマシー（原案/脚本） エリック・ジョンソン（原案/脚本） キース・ドリングトン（原案） |        |
| インセプション                                    | クリストファー・ノーラン                                                                                                  |        |
| キッズ・オールライト                              | リサ・チョロデンコ スチュアート・ブルムバーグ                                                                             |        |
| 2011年 （第84回）                                 | |        |
| ミッドナイト・イン・パリ                          | ウディ・アレン |        |
| アーティスト                                      | ミシェル・アザナヴィシウス                                                                                                |        |
| ブライズメイズ 史上最悪のウェディングプラン       | アニー・ムモーロ クリステン・ウィグ                                                                                       |        |
| マージン・コール                                  | J・C・チャンダー |        |
| 別離                                              | アスガル・ファルハーディー                                                                                                |        |
| 2012年 （第85回）                                 | |        |
| ジャンゴ 繋がれざる者                             | クエンティン・タランティーノ                                                                                              |        |
| 愛、アムール                                      | ミヒャエル・ハネケ |        |
| ゼロ・ダーク・サーティ                            | マーク・ボール |        |
| フライト                                          | ジョン・ゲイティンズ |        |
| ムーンライズ・キングダム                          | ウェス・アンダーソン ロマン・コッポラ                                                                                     |        |
| 2013年 （第86回）                                 | |        |
| her/世界でひとつの彼女                            | スパイク・ジョーンズ |        |
| アメリカン・ハッスル                              | エリック・ウォーレン・シンガー デヴィッド・O・ラッセル                                                                    |        |
| ブルージャスミン                                  | ウディ・アレン |        |
| ダラス・バイヤーズクラブ                          | クレイグ・ボーテン メリッサ・ウォーラック                                                                                 |        |
| ネブラスカ ふたつの心をつなぐ旅                   | ボブ・ネルソン |        |
| 2014年 （第87回）                                 | |        |
| バードマン あるいは（無知がもたらす予期せぬ奇跡） | アレハンドロ・ゴンサレス・イニャリトゥ ニコラス・ジャコボーン アレクサンダー・ディネラリス・ジュニア アーマンド・ボー     |        |
| 6才のボクが、大人になるまで。                     | リチャード・リンクレイター                                                                                                |        |
| フォックスキャッチャー                            | E・マックス・フライ ダン・フッターマン                                                                                    |        |
| グランド・ブダペスト・ホテル                      | ウェス・アンダーソン ヒューゴ・ギネス                                                                                     |        |
| ナイトクローラー                                  | ダン・ギルロイ |        |
| 2015年 （第88回）                                 | |        |
| スポットライト 世紀のスクープ                     | トム・マッカーシー ジョシュ・シンガー                                                                                     |        |
| ブリッジ・オブ・スパイ                            | マット・チャーマン ジョエル・コーエン イーサン・コーエン                                                                  |        |
| エクス・マキナ                                    | アレックス・ガーランド |        |
| インサイド・ヘッド                                | ピート・ドクター メグ・レフォーヴ ジョシュ・クーリー ロニー・デル・カルメン                                               |        |
| ストレイト・アウタ・コンプトン                    | ジョナサン・ハーマン アンドレア・バーロフ S・レイ・サヴィッジ アラン・ウェンカス                                          |        |
| 2016年 （第89回）                                 | |        |
| マンチェスター・バイ・ザ・シー                    | ケネス・ロナーガン |        |
| 最後の追跡                                        | テイラー・シェリダン |        |
| ラ・ラ・ランド                                    | デミアン・チャゼル |        |
| ロブスター                                        | ヨルゴス・ランティモス エフティミス・フィリップ                                                                           |        |
| 20センチュリー・ウーマン                          | マイク・ミルズ |        |
| 2017年 （第90回）                                 | |        |
| ゲット・アウト                                    | ジョーダン・ピール |        |
| ビッグ・シック ぼくたちの大いなる目ざめ           | エミリー・V・ゴードン クメイル・ナンジアニ                                                                                |        |
| レディ・バード                                    | グレタ・ガーウィグ |        |
| シェイプ・オブ・ウォーター                        | ギレルモ・デル・トロ ヴァネッサ・テイラー                                                                                 |        |
| スリー・ビルボード                                | マーティン・マクドナー |        |
| 2018年 （第91回）                                 | |        |
| グリーンブック                                    | ニック・ヴァレロンガ ブライアン・ヘインズ・クリー ピーター・ファレリー                                                    |        |
| 女王陛下のお気に入り                              | デボラ・デイヴィス トニー・マクナマラ                                                                                     |        |
| 魂のゆくえ                                        | ポール・シュレイダー |        |
| ROMA/ローマ                                       | アルフォンソ・キュアロン                                                                                                  |        |
| バイス                                            | アダム・マッケイ |        |
| 2019年 （第92回）                                 | |        |
| パラサイト 半地下の家族                           | ポン・ジュノ ハン・チンウォン                                                                                             |        |
| ナイブズ・アウト/名探偵と刃の館の秘密             | ライアン・ジョンソン |        |
| マリッジ・ストーリー                              | ノア・バームバック |        |
| 1917 命をかけた伝令                               | サム・メンデス クリスティ・ウィルソン＝ケアンズ                                                                           |        |
| ワンス・アポン・ア・タイム・イン・ハリウッド      | クエンティン・タランティーノ                                                                                              |        |

### 2020年代
| 年                                                 | 作品名 | 脚本家 |
| -------------------------------------------------- | --- | ------ |
| 2020/21年 （第93回）                               | |        |
| プロミシング・ヤング・ウーマン                     | エメラルド・フェネル                                                                                        |        |
| ユダ&ブラック・メシア 裏切りの代償                 | ウィル・バーソン（原案/脚本） シャカ・キング（原案/脚本） ケニー・ルーカス（原案） キース・ルーカス（原案） |        |
| ミナリ                                             | リー・アイザック・チョン                                                                                    |        |
| サウンド・オブ・メタル -聞こえるということ-        | ダリウス・マーダー（原案/脚本） アブラハム・マーダー（脚本） デレク・シアンフランス（原案）                 |        |
| シカゴ7裁判                                        | アーロン・ソーキン                                                                                          |        |
| 2021年 （第94回）                                  | |        |
| ベルファスト                                       | ケネス・ブラナー                                                                                            |        |
| ドント・ルック・アップ                             | アダム・マッケイ（原案/脚本） デヴィッド・シロタ（原案）                                                    |        |
| ドリームプラン                                     | ザック・ベイリン                                                                                            |        |
| リコリス・ピザ                                     | ポール・トーマス・アンダーソン                                                                              |        |
| わたしは最悪。                                     | ヨアキム・トリアー エスキル・フォクト                                                                       |        |
| 2022年 （第95回）                                  | |        |
| エブリシング・エブリウェア・オール・アット・ワンス | ダニエル・クワン ダニエル・シャイナート                                                                     |        |
| イニシェリン島の精霊                               | マーティン・マクドナー                                                                                      |        |
| フェイブルマンズ                                   | スティーブン・スピルバーグ トニー・クシュナー                                                               |        |
| TAR/ター                                           | トッド・フィールド                                                                                          |        |
| 逆転のトライアングル                               | リューベン・オストルンド                                                                                    |        |
| 2023年 （第96回）                                  | |        |
| 落下の解剖学                                       | ジュスティーヌ・トリエ アルチュール・アラリ                                                                 |        |
| ホールドオーバーズ 置いてけぼりのホリディ          | デヴィッド・ヘミングソン                                                                                    |        |
| マエストロ: その音楽と愛と                         | ブラッドリー・クーパー ジョシュ・シンガー                                                                   |        |
| メイ・ディセンバー ゆれる真実                      | サミー・バーチ アレックス・メチャニク                                                                       |        |
| パスト ライブス/再会                               | セリーヌ・ソン                                                                                              |        |
| 2024年 （第97回）                                  | |        |
| ANORA アノーラ                                     | ショーン・ベイカー                                                                                          |        |
| ブルータリスト                                     | ブラディ・コーベット モナ・ファストヴォールド                                                               |        |
| リアル・ペイン〜心の旅〜                           | ジェシー・アイゼンバーグ                                                                                    |        |
| セプテンバー5                                      | モーリッツ・ビンダー ティム・フェールバウム アレックス・デヴィッド                                          |        |
| サブスタンス                                       | コラリー・ファルジャ                                                                                        |        |

## 記録

### 複数回受賞・ノミネート者
| 受賞回数 | 脚本家                       |
| -------- | ---------------------------- |
| 3        | ウディ・アレン               |
| 2        | チャールズ・ブラケット       |
| 2        | パディ・チャイエフスキー     |
| 2        | クエンティン・タランティーノ |
| 2        | ビリー・ワイルダー           |

| ノミネート回数 | 脚本家                         |
| -------------- | ------------------------------ |
| 16             | ウディ・アレン                 |
| 6              | フェデリコ・フェリーニ         |
| 5              | イングマール・ベルイマン       |
| 5              | マイク・リー                   |
| 4              | ピート・ドクター               |
| 4              | メルヴィン・フランク           |
| 4              | トゥリオ・ピネリ               |
| 4              | スタンリー・シャピロ           |
| 4              | クエンティン・タランティーノ   |
| 4              | ビリー・ワイルダー             |
| 3              | セルジオ・アミデイ             |
| 3              | ポール・トーマス・アンダーソン |
| 3              | ウェス・アンダーソン           |
| 3              | ウォーレン・ベイティ           |
| 3              | ロバート・ベントン             |
| 3              | パディ・チャイエフスキー       |
| 3              | イーサン・コーエン             |
| 3              | ジョエル・コーエン             |
| 3              | ノーラ・エフロン               |
| 3              | エンニオ・フライアーノ         |
| 3              | ルース・ゴードン               |
| 3              | トニーノ・グエッラ             |
| 3              | ガーソン・ケニン               |
| 3              | バリー・レヴィンソン           |
| 3              | ケネス・ロナーガン             |
| 3              | ポール・マザースキー           |
| 3              | マーティン・マクドナー         |
| 3              | ノーマン・パナマ               |
| 3              | ジャック・ローズ               |
| 3              | ウィリアム・ローズ             |
| 3              | アンドリュー・スタントン       |
| 3              | オリバー・ストーン             |
| 3              | プレストン・スタージェス       |

※ フランシス・フォード・コッポラは脚本賞を1回（ノミネート2回）、脚色賞を2回（ノミネート3回）受賞している。

### 最年長・最年少の受賞・ノミネート者
| 記録               | 脚本家               | 映画                                | 年齢 |
| ------------------ | -------------------- | ----------------------------------- | ---- |
| 最年長受賞者       | ウディ・アレン       | ミッドナイト・イン・パリ            | 76歳 |
| 最年長ノミネート者 | ウディ・アレン       | ブルージャスミン                    | 78歳 |
| 最年少受賞者       | ベン・アフレック     | グッド・ウィル・ハンティング/旅立ち | 25歳 |
| 最年少ノミネート者 | ジョン・シングルトン | ボーイズ'ン・ザ・フッド             | 24歳 |

### その他
- 外国語映画ではリチャード・シュワイザーが『Marie-Louise』で初の受賞となり、英語以外の脚本ではアルベール・ラモリス、ピエトロ・ジェルミ、クロード・ルルーシュ、ペドロ・アルモドバル、ポン・ジュノ&ハン・チンウォン、ジュスティーヌ・トリエ&アルチュール・アラリ（英語版）が受賞している。また、ラモリスは短編映画(『赤い風船』)として唯一の脚本賞を受賞、ノミネートされた人物である。
- ミュリエル・ボックス（英語版）(『第七のヴェール』)はこの部門で女性初の受賞者となり、夫のシドニー・ボックス（英語版）と共同で受賞した。また、女性初の単独受賞者はカーリー・クーリ(『テルマ&ルイーズ』)である。
- ジョエル・コーエンとイーサン・コーエンはこの部門で唯一の兄弟での受賞者(『ファーゴ』)である。
- フランシス・フォード・コッポラ(『パットン大戦車軍団』)とソフィア・コッポラ(『ロスト・イン・トランスレーション』)は唯一、父娘でそれぞれ受賞している。
- プレストン・スタージェスは1944年に『凱旋の英雄万歳（英語版）』と『モーガンズ・クリークの奇跡（英語版）』の2作で同時ノミネートを果たし、オリバー・ストーンは1986年に『プラトーン』と『サルバドル/遥かなる日々』で2作同時ノミネートを果たした。また、モーリス・リッチリン（英語版）とスタンリー・シャピロ（英語版）は1959年に『ペティコート作戦』と『夜を楽しく』で同時ノミネートを果たし、後者で受賞した。
- アフリカ系アメリカ人初の受賞者はジョーダン・ピール(『ゲット・アウト』)、アジア人初の受賞者はポン・ジュノ&ハン・チンウォン(『パラサイト 半地下の家族』)である。